# チタンサファイアレーザー

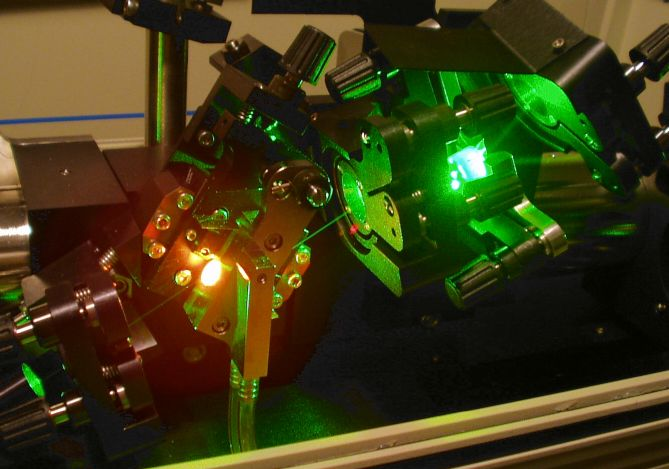
チタンサファイヤ発振器の一部:チタンサファイヤ結晶は左の赤い光源、緑の光は励起レーザーから発振されている

チタンサファイアレーザーとは固体レーザーの一種である。レーザー媒質にはサファイアにチタンをドープした結晶を使用する。発振可能な波長は650 nm – 1100 nmの赤外から近赤外領域にかけてであるが、一番効率よく発振できるのは波長800 nmである。励起源にはアルゴンレーザーやNd:YAG、Nd:YLF、Nd:YVO4の第2高調波が用いられる。チタンサファイアレーザーは超短パルス発振が可能なため、超短パルスとそれに伴う非線形現象の研究に使用されている。

## モード同期発振
モード同期発振により10 fsから数 psの超短パルスを発生させる。一般的にアルゴンレーザーもしくはNd:YVO4レーザーの第2高調波により励起される。通常の繰り返し周波数は70 MHzから90 MHzであり、出力されるエネルギーは0.5 Wから1.5 W程度である。

## チャープパルス増幅
増幅器により単パルス当たりのエネルギーを5 mJにまで高めることができる。増幅器の仕様はメーカーにより多少の違いはあるがほぼ同じであり、パルス幅は20から100 fs、繰り返し周波数は1 kHzである。また、ピークパワーは50 GWとなる（5m÷100f = 50G）。増幅器にはNd: YLFレーザーの第2高調波などが使用される。増幅器には光学スイッチはなく、代わりにミラーの反射によりレーザー光の誘導を行う。そして複数の増幅器を経て徐々にエネルギーを増幅させていき、これは光学結晶のアブレーション閾値の限界まで行われる。

## 超短パルスアブレーション
従来のエキシマレーザーのような短波長のレーザーでは、そのフォトンエネルギーにより物質の化学結合を直接切断することができた。このプロセスは光化学分解や光化学反応伴うので光化学処理プロセスと呼ばれる。光化学処理プロセスでは周囲への熱影響が小さく、Nd:YAGレーザーやCO2レーザーのような赤外レーザーと比べて非常に精密で微細な加工を行うことができる。しかし、光化学処理プロセスでも完全に熱影響を無くすことはできない。それはレーザー光により分子を励起状態にし、化学結合を分解する事ができるが、同時に励起状態から基底状態への緩和も始まるためである。この緩和は非放射遷移のためかなり速く、そのためパルス幅がナノ秒オーダーのレーザーでは数マイクロオーダーの熱影響部が出てしまう。それに比べ、チタンサファイアレーザーのような超短パルスレーザーでは熱拡散よりも速くアブレーションが起こるので熱影響がほぼなくなる。また、超短パルスレーザーをある程度のエネルギーに集光を行うと、非線形多光子吸収を起こすようになる。これらの超短パルスに伴う現象は近年、活発に研究が行われている。